# Buchholzia coriacea
Buchholzia coriacea är en kaprisväxtart som beskrevs av Engler. Buchholzia coriacea ingår i släktet Buchholzia och familjen kaprisväxter. Inga underarter finns listade i Catalogue of Life.